# Molophilus perserenus
Molophilus perserenus là một loài ruồi trong họ Limoniidae. Chúng phân bố ở miền Australasia.